# Distrito de Bautzen
El Distrito de Bautzen (en alemán Landkreis Bautzen; alto sorbio Wokrjes Budyšin) es un Landkreis en la parte oriental del estado federado de Sajonia (Alemania). Bautzen, Bischofswerda, Kamenz, Hoyerswerda y Radeberg son las ciudades grandes (Große Kreisstädte) del distrito. En su configuración actual, este limita al norte con el land de Brandeburgo, al este con el distrito de Görlitz, al sur con la República Checa, así como con el distrito de Suiza Sajona-Montes Metálicos Orientales, y al oeste con el distrito de Meissen y con el territorio de Dresde, capital del estado. El distrito forma parte de la eurorregión de Neiße. La capital del distrito recae sobre la ciudad de Bautzen.

## Geografía
Sitaudo en la región histórica de la Alta Lusacia, el distrito se extiende de norte a sur desde la frontera de Brandeburgo, a través de la reserva de la biosfera Oberlausitzer Heide- und Teichlandschaft ("paisaje de brezales y charcas de la Alta Lusacia") y el terreno montañoso conocido como Lausitzer Bergland en torno a Wilthen y Cunewalde (zona denominada coloquialmente Oberland), hasta la frontera checa, en la localidad de Sohland an der Spree. El mayor río es el Spree, que pasa por la ciudad de Bautzen. Algunos pequeños ríos como el Löbauer Wasser, el Kleine Spree y el Wesenitz, se pueden ver en las cercanías de Bischofswerda.

## Historia
El actual distrito de Bautzen, como la mayor parte de la Alta Lusacia, pertenecía históricamente a Bohemia, siendo incorporado a Sajonia al final de la Guerra de los Treinta Años, salvo la pequeña localidad de Schirgiswalde, que permaneció en manos checas hasta 1809.
El distrito se creó en 1994, por agrupación de los distritos preexistentes de Bautzen y Bischofswerda. En el marco de la nueva reforma territorial de Sajonia, el 1 de agosto de 2008 el distrito de Bautzen absorbió el anterior distrito de Kamenz y la ciudad independiente de Hoyerswerda.

## Composición del distrito
| Ciudades (Población a 31-12-2009 Topónimos en sorbio en cursiva). 1. Bautzen, (Budyšin) Gran Ciudad (40.740) 2. Bernsdorf (6.065) 3. Bischofswerda, Gran Ciudad (12.235) 4. Elstra (Halštrow) (2.930) 5. Grossöhrsdorf (6.918) 6. Hoyerswerda (Wojerecy) Gran Ciudad (38.218) 7. Kamenz (Kamjenc) Gran Ciudad (17.171) 8. Königsbrück (4.491) 9. Lauta (9476) 10. Pulsnitz (Połčnica) (7.743) 11. Radeberg Gran Ciudad (18.338) 12. Schirgiswalde (2.883) 13. Weißenberg (Wospork) (3.418) 14. Wilthen (5.684) 15. Wittichenau (Kulow) (6009) | Municipios (Población a 31-12-2006) 1. Burkau (2.929) 2. Crostau (1.720) 3. Cunewalde (5.453) 4. Demitz-Thumitz (3.051) 5. Doberschau-Gaußig, Sitz: Gnaschwitz (4.593) 6. Frankenthal (1.074) 7. Göda (3.421) 8. Großdubrau (4.618) 9. Großharthau (3.279) 10. Großpostwitz/O.L. (3.065) 11. Guttau (1.691) 12. Hochkirch (2.595) 13. Kirschau (2.555) 14. Königswartha (4.031) 15. Kubschütz (2.861)< 16. Lichtenberg 17. Malschwitz (3.693) 18. Neschwitz (2.610) 19. Neukirch/Lausitz (5.443) 20. Obergurig (2.264) 21. Puschwitz (989) 22. Radibor (3.544) 23. Rammenau (1.494) 24. Schmölln-Putzkau (3.404) 25. Sohland an der Spree (7.542) 26. Steinigtwolmsdorf (3.355) |